# 2018-as labdarúgó-világbajnokság-selejtező (OFC – 3. forduló)
A 2018-as labdarúgó-világbajnokság óceániai selejtezőjének 3. fordulójának mérkőzéseit tartalmazó lapja.

## Lebonyolítás
A harmadik fordulóban a második forduló hat továbbjutója vett részt. A csapatokat két csoportba sorsolták, amelyben oda-visszavágós, körmérkőzéses rendszerben mérkőztek meg egymással. A két csoport győztese egy oda-visszavágós mérkőzést játszott, ennek győztese interkontinentális pótselejtezőn vett részt.

## Továbbjutott csapatok
| Csoport | Győztes         | Második          | Harmadik        |
| ------- | --------------- | ---------------- | --------------- |
| A       | Pápua Új-Guinea | Új-Kaledónia     | Tahiti          |
| B       | Új-Zéland       | Salamon-szigetek | Fidzsi-szigetek |

## Kiemelés
A harmadik forduló sorsolását 2016. július 8-án tartották Aucklandben.
A kiemelés alapja a 2016-os OFC-nemzetek kupája (második forduló) eredményei voltak:
- Az OFC-nemzetek kupája győztese (Új-Zéland) és a döntős (Pápua Új-Guinea) az A1 és B1 helyeket kapta.
- Az 1. kalapba az OFC-nemzetek kupájának elődöntőjének vesztesei kerültek.
- A 2. kalapba az OFC-nemzetek kupájának csoportkörének harmadik helyezettjei kerültek.

Mindegyik csoportba egy-egy csapat került a kalapokból. A csoportok nem lehettek azonosak az OFC-nemzetek kupáján lévőkkel.
| Kiemelt                                 | 1. kalap                          | 2. kalap                   |
| --------------------------------------- | --------------------------------- | -------------------------- |
| - Új-Zéland (A1) - Pápua Új-Guinea (B1) | - Új-Kaledónia - Salamon-szigetek | - Fidzsi-szigetek - Tahiti |

## Csoportkör

### A csoport
| Hely. | Csapat          | M | Gy | D | V | G+ | G– | Gk | P  | Továbbjutás                 |     | Új-Zéland | Új-Kaledónia | Fidzsi-szigetek |
| ----- | --------------- | - | -- | - | - | -- | -- | -- | -- | --------------------------- | --- | --------- | ------------ | --------------- |
| 1.    | Új-Zéland       | 4 | 3  | 1 | 0 | 6  | 0  | +6 | 10 | Továbbjutott az OFC-döntőbe |     | —         | 2–0          | 2–0             |
| 2.    | Új-Kaledónia    | 4 | 1  | 2 | 1 | 4  | 5  | −1 | 5  |                             |     | 0–0       | —            | 2–1             |
| 3.    | Fidzsi-szigetek | 4 | 0  | 1 | 3 | 3  | 8  | −5 | 1  |                             | 0–2 | 2–2       | —            |                 |

| 2016. november 12. 15:00 (UTC+13) |

| Új-Zéland     | 2–0               | Új-Kaledónia |
| ------------- | ----------------- | ------------ |
| Rojas 42' 72' | (1–0) Jegyzőkönyv |              |

| QBE Stadium, Auckland Nézőszám: 8131 Játékvezető: Norbert Hauata (tahiti) |

| 2016. november 15. 17:00 (UTC+11) |

| Új-Kaledónia | 0–0         | Új-Zéland |
| ------------ | ----------- | --------- |
|              | Jegyzőkönyv |           |

| Stade Yoshida, Koné Nézőszám: 2000 Játékvezető: George Time (Salamon-szigeteki) |

| 2017. március 25. 13:00 (UTC+12) |

| Fidzsi-szigetek | 0–2               | Új-Zéland                     |
| --------------- | ----------------- | ----------------------------- |
|                 | (0–0) Jegyzőkönyv | Wood 48' (11-esből) Rojas 55' |

| Churchill Park, Lautoka Nézőszám: 7000 Játékvezető: Norbert Hauata (tahiti) |

| 2017. március 28. 19:35 (UTC+13) |

| Új-Zéland      | 2–0               | Fidzsi-szigetek |
| -------------- | ----------------- | --------------- |
| Thomas 27' 68' | (1–0) Jegyzőkönyv |                 |

| Wellington Regional Stadium, Wellington Nézőszám: 10 133 Játékvezető: Abdelkader Zitouni (tahiti) |

| 2017. június 7. 16:00 (UTC+12) |

| Fidzsi-szigetek        | 2–2               | Új-Kaledónia   |
| ---------------------- | ----------------- | -------------- |
| Waqa 45+2' Krishna 54' | (1–2) Jegyzőkönyv | Wamowe 13' 24' |

| Churchill Park, Lautoka Nézőszám: 1500 Játékvezető: Kader Zitouni (tahiti) |

| 2017. június 11. 17:00 (UTC+11) |

| Új-Kaledónia                  | 2–1               | Fidzsi-szigetek |
| ----------------------------- | ----------------- | --------------- |
| Ounei 43' (11-esből) Sele 73' | (1–0) Jegyzőkönyv | Saukuru 66'     |

| Stade Numa-Daly Magenta, Nouméa Nézőszám: 1050 Játékvezető: Norbert Hauata (tahiti) |

### B csoport
| Hely. | Csapat           | M | Gy | D | V | G+ | G– | Gk | P | Továbbjutás                 |     | Salamon-szigetek | Francia Polinézia | Pápua Új-Guinea |
| ----- | ---------------- | - | -- | - | - | -- | -- | -- | - | --------------------------- | --- | ---------------- | ----------------- | --------------- |
| 1.    | Salamon-szigetek | 4 | 3  | 0 | 1 | 6  | 6  | 0  | 9 | Továbbjutott az OFC-döntőbe |     | —                | 1–0               | 3–2             |
| 2.    | Tahiti           | 4 | 2  | 0 | 2 | 7  | 4  | +3 | 6 |                             |     | 3–0              | —                 | 1–2             |
| 3.    | Pápua Új-Guinea  | 4 | 1  | 0 | 3 | 6  | 9  | −3 | 3 |                             | 1–2 | 1–3              | —                 |                 |

| 2016. november 7. 19:00 (UTC−10) |

| Tahiti   | 3–0 megállapított | Salamon-szigetek |
| -------- | ----------------- | ---------------- |
| Keck 53' | Jegyzőkönyv       |                  |

| Stade Pater Te Hono Nui, Papeete Nézőszám: 2200 Játékvezető: Médéric Lacour (új-kaledóniai) |

| 2016. november 13. 15:00 (UTC+11) |

| Salamon-szigetek | 1–0               | Tahiti |
| ---------------- | ----------------- | ------ |
| Poila 90+2'      | (0–0) Jegyzőkönyv |        |

| Lawson Tama Stadium, Honiara Nézőszám: 5000 Játékvezető: Matthew Conger (új-zélandi) |

| 2017. március 23. 16:00 (UTC+10) |

| Pápua Új-Guinea  | 1–3               | Tahiti                         |
| ---------------- | ----------------- | ------------------------------ |
| Dabingyaba 45+1' | (0–0) Jegyzőkönyv | Graglia 59' 85' T. Tehau 90+3' |

| Sir John Guise Stadion, Port Moresby Nézőszám: 4209 Játékvezető: Salesh Chand (Fidzsi-szigeteki) |

| 2017. március 28. 19:00 (UTC−10) |

| Tahiti     | 1–2               | Pápua Új-Guinea      |
| ---------- | ----------------- | -------------------- |
| Keck 90+3' | (0–0) Jegyzőkönyv | Aisa 62' Gunemba 74' |

| Stade Pater Te Hono Nui, Papeete Nézőszám: 5000 Játékvezető: Matthew Conger (új-zélandi) |

| 2017. június 9. 15:00 (UTC+11) |

| Salamon-szigetek                  | 3–2               | Pápua Új-Guinea     |
| --------------------------------- | ----------------- | ------------------- |
| Kaua 12' Totori 37' Lea'alafa 74' | (2–0) Jegyzőkönyv | Foster 48' Aisa 61' |

| Lawson Tama Stadium, Honiara Nézőszám: 14 700 Játékvezető: Jarred Gillett (ausztrál) |

| 2017. június 13. 17:00 (UTC+10) |

| Pápua Új-Guinea | 1–2               | Salamon-szigetek                    |
| --------------- | ----------------- | ----------------------------------- |
| Gunemba 18'     | (1–2) Jegyzőkönyv | Fa'arodo 33' (11-esből) Donga 45+2' |

| PNG Football Stadium, Port Moresby Nézőszám: 2035 Játékvezető: Iida Jumpei (japán) |

## Döntő
A harmadik forduló két csoportjának győztese oda-visszavágós mérkőzést játszott egymással. A győztes interkontinentális pótselejtezőt játszott, a vesztes kiesett.

| 1. csapat | Össz.Tooltip Aggregate score | 2. csapat        | 1. mérk. | 2. mérk. |
| --------- | ---------------------------- | ---------------- | -------- | -------- |
| Új-Zéland | 8–3                          | Salamon-szigetek | 6–1      | 2–2      |

| 2017. szeptember 1. 19:35 (UTC+12) |

| Új-Zéland                                                    | 6–1               | Salamon-szigetek        |
| ------------------------------------------------------------ | ----------------- | ----------------------- |
| Wood 18' 36' 90+3' Barbarouses 39' Thomas 56' McGlinchey 81' | (3–0) Jegyzőkönyv | Fa'arodo 53' (11-esből) |

| North Harbour Stadium, Auckland Nézőszám: 10 230 Játékvezető: Norbert Hauata (tahiti) |

| 2017. szeptember 5. 14:00 (UTC+11) |

| Salamon-szigetek                                 | 2–2               | Új-Zéland                     |
| ------------------------------------------------ | ----------------- | ----------------------------- |
| Lea'alafa 28' (11-esből) Fa'arodo 78' (11-esből) | (1–2) Jegyzőkönyv | Bevan 14' Aengari 21' (öngól) |

| Lawson Tama Stadium, Honiara Játékvezető: Abdulramán al-Dzsasszím (katari) |